# 北流型铜鼓
北流型铜鼓，是一类铜鼓，以广西壮族自治区玉林市北流市出土铜鼓为代表而得名。

## 特点
北流型铜鼓流行于西汉至唐朝。其特点为体积高大厚重、鼓面大于鼓胸，部分鼓的面沿下折形成“垂檐”。鼓腰缓收缩、附环耳；铜鼓装饰云雷纹等，鼓面常有立蛙，一些鼓面背部有调音铲痕以及敲击痕迹。

## 图像

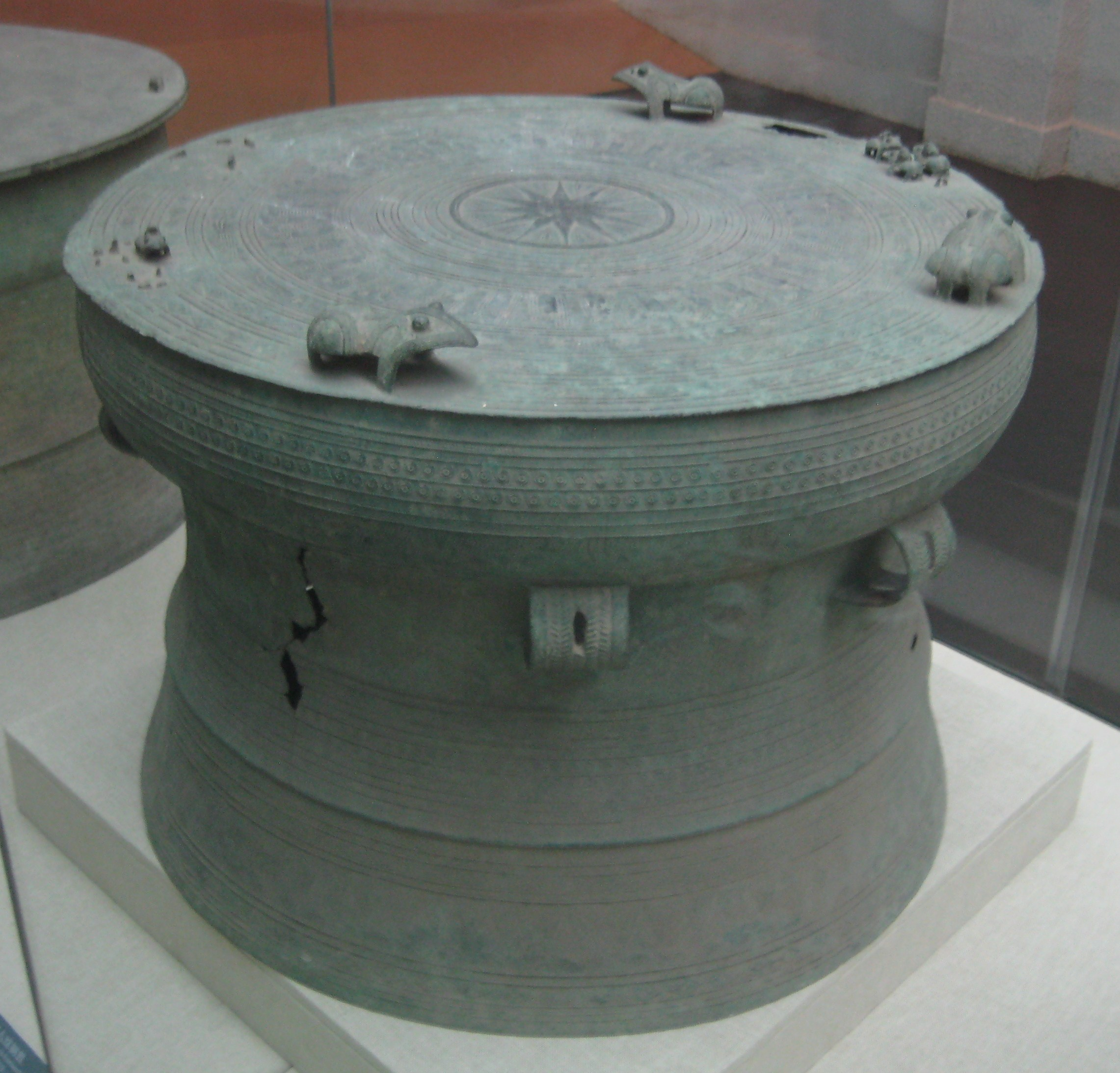
广西壮族自治区博物馆馆藏的一个北流型铜鼓
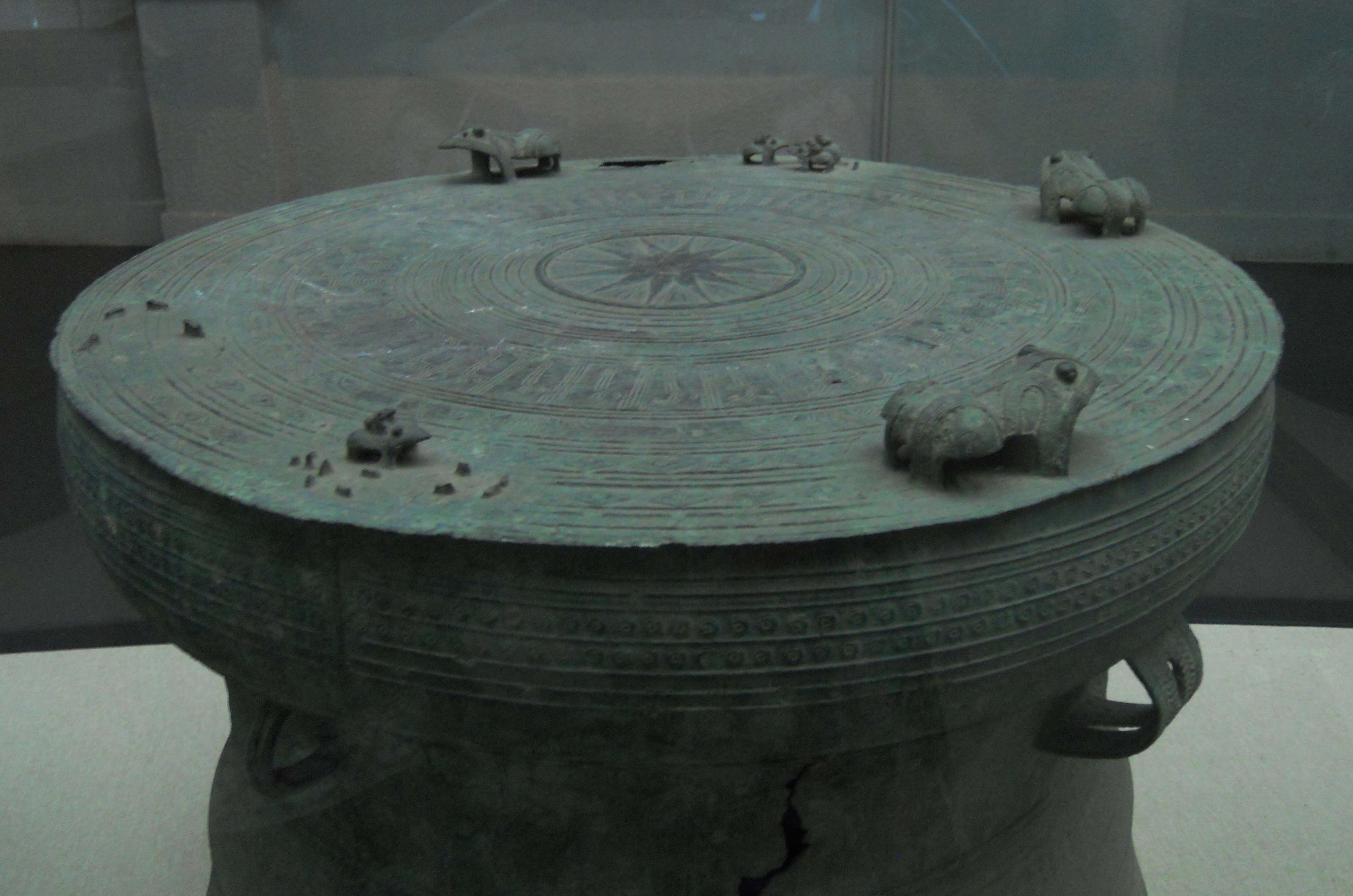
广西壮族自治区博物馆馆藏的一个北流型铜鼓
文山州博物馆木干铜鼓，为唐代北流型